# Cosmos 47
Cosmos 47 foi uma missão espacial do Programa Voskhod envolvendo o lançamento de uma nave semelhante à Voskhod 1 para testes do sistema de voo. A nave foi lançada do Cosmódromo de Baikonur por um foguete Voskhod/Soyuz em 6 de outubro de 1964 às 07h12 GMT e colocada em uma órbita de 174 x 383km e inclinação de 64,7°, aterrissando com sucesso em 7 de outubro de 1964 às 07h30 GMT.